# Швальмталь (Гессен)
Швальмталь (нім. Schwalmtal) — громада в Німеччині, знаходиться в землі Гессен. Підпорядковується адміністративному округу Гіссен. Входить до складу району Фогельсберг.
Площа — 54,21 км2. Населення становить 2796 ос. (станом на 31 грудня 2020).

## Географія

### Адміністративний поділ
Громада  складається з 8 районів:
- Брауершвенд
- Ренцендорф
- Райнрод
- Гопфгартен
- Гергерсдорф
- Обер/Унтер-Зорг
- Фаденрод
- Шторндорф